# Kapteynbrug
De Kapteynbrug is een vaste brug in de stad Groningen over het Oosterhamrikkanaal tussen de Korrewegwijk en de Oosterparkwijk. De brug ligt op de overgang van de J.C. Kapteynlaan naar het Wouter van Doeverenplein. Deze straten maken deel uit van een lange doorgaande route door de stad van Paddepoel tot Oude Roodehaan. 
De brug is genoemd naar astronoom Jacobus Cornelius Kapteyn waar ook de J.C. Kapteynlaan naar is genoemd. De brug is breed vormgegeven met twee banen voor auto's, twee busbanen, twee fietspaden en stoepen. De bus buigt over de brug af vanaf het UMCG naar de Oosterhamrikbaan, een lange busbaan van deze brug tot aan Kardinge. 
De eerste brug, een ophaalbrug, werd rond 1920 gebouwd.  Vanwege het toenemende verkeer werd het rond 1950 vervangen door een bredere basculebrug. Met de komst van de busbaan langs het Oosterhamrikkanaal werd in 1986 besloten ook deze brug te vervangen door een nog bredere om ruimte te creëren voor aparte rijstroken voor het busverkeer. Aangezien het kanaal niet meer van belang was voor de scheepvaart werd dit een vaste brug.
De brug is goed te herkennen aan de spitse betonnen kunstwerken op en rond de brug. 
Direct ten westen van de brug is in 2003 een dam met een stuw aangelegd, die het kanaal sindsdien in tweeën splijt. Deze stuw is onderdeel van een watercirculatiesysteem genaamd 'Watermolen' dat het deel aan de kant van het Ebbingekwartier verbindt met het Noorderplantsoen en zo zorgt voor een betere circulatie van het oppervlaktewater. Het plan was nodig om de relatieve waterverlaging als gevolg van de bodemdaling tegen te gaan.